# Raffaele Settembrini
Raffaele Michelangelo Tiziano Settembrini (Catanzaro, 8 aprile 1837 – Napoli, 15 aprile 1904) è stato un ufficiale italiano, contrammiraglio della Regia Marina Italiana.
Nel 1859 si rese protagonista della liberazione di 66 prigionieri politici del Regno delle Due Sicilie, condannati all’esilio in America.

## Biografia
Figlio primogenito dello scrittore e patriota napoletano Luigi Settembrini e di Raffaella Luigia Faucitano, nel 1852, all’età di quindici anni, durante la detenzione del padre nella prigione borbonica dell’isola di Santo Stefano, venne mandato dalla famiglia in Inghilterra, al fine di studiare, libero dai condizionamenti del regime borbonico.
Fu accolto a Londra dal patriota modenese Antonio Panizzi che ne curò l’educazione e grazie al quale fu ammesso al collegio nautico dello Yorkshire. Dopo circa un anno, per problemi di ambientamento dovuti probabilmente alla rigida disciplina britannica, fu invitato ad allontanarsi dalla scuola, con grande disappunto di Panizzi.
Si rifugiò quindi a Torino dove fu affidato dal Panizzi al Colonnello Ambrogio Berchet e al Generale Angelo Mengaldo. Scrisse a suo padre "Padre mio caro e sventurato. Voi mi consigliate di scegliere qualunque arte o mestiere, ed io voglio fare il marino. Sarò subito capitano, avrò un legno ed uomini al mio comando, e verrò a liberarvi. Questo è il fine perché ho scelto la marina". Nel 1854 si arruolò nella Marina del Regno di Sardegna con la quale partecipò alla guerra di Crimea (1855-56), nella divisione del capitano Carlo Alberto Racchia.
La sua carriera continuò sino al 1860 nel Royal Mail Service di Londra come secondo capitano di vascello, e in seguito con il grado di primo ufficiale

### La liberazione dei prigionieri politici del Regno delle due Sicilie nel 1859

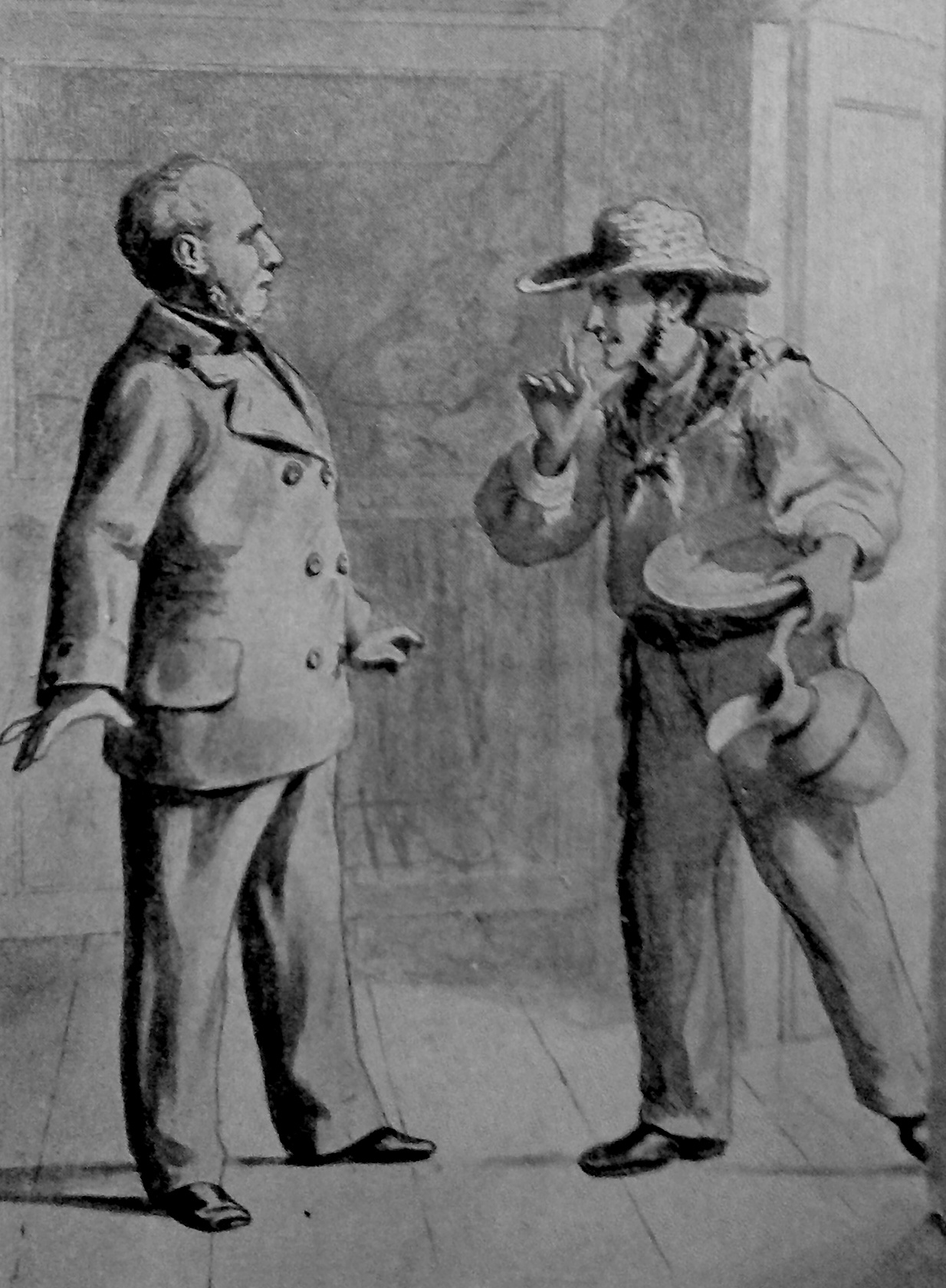
Raffaele Settembrini svela la sua identità al padre, illustrazione di Sarri in I Giovani Eroi del Mare di Jack La Bolina, 1913

Appresa a Londra la notizia del provvedimento di deportazione in America di re Ferdinando II di Borbone, Settembrini giunse nel porto spagnolo di Cadice, dove suo padre e altri prigionieri (tra cui Carlo Poerio, Silvio Spaventa, Sigismondo Castromediano), approdati con lo Stromboli da circa un mese, stavano per essere trasbordati sul David Stewart. Il 18 febbraio 1859, con un abile travestimento da cameriere cubano, fu ospitato a bordo come inserviente. L'indomani la nave americana partì, rimorchiata dalla pirofregata Ettore Fieramosca. Dopo tre giorni, giunti a duecento miglia dalla costa, lo Stewart proseguì autonomamente la rotta verso New York. Gli esuli nel frattempo avevano redatto una petizione di protesta per violazione dei diritti umani. Settembrini rivestì l’uniforme da ufficiale e intimò al capitano Samuele Prentiss il cambio di rotta verso le coste britanniche. Quest’ultimo, dopo aver provato a estorcere del danaro, preoccupato dalle minacce del capitano napoletano e dall'eventualità che gli esuli potessero vendicarsi, ordinò il raddoppio degli uomini di guardia notturna. Il mattino seguente, in seguito al rinvenimento di alcuni proiettili, Prentiss fu colto dal sospetto che gli esuli fossero armati. Fece quindi virare la rotta verso l’Irlanda. Il 6 marzo 1859 la nave gettò l’àncora a Queenstown, nella baja di Cork.

### Vicenda naveOrwell
Dopo un breve servizio presso la Greek Oriental Company, Settembrini, il 18 agosto 1860, animato dall’ideale unitario, si recò a Genova, dove fu accolto dal Comitato di provvedimento. Il suo arrivo era stato preannunciato da Antonio Panizzi tramite una corrispondenza del 2 agosto con Agostino Bertani. Nella città ligure il capitano napoletano entrò in contatto con Carlo Mileti, referente del movimento unitario per Napoli nonché membro del democratico Comitato d’Azione del centro partenopeo. Si trovò presto implicato nella questione giudiziaria dell’Orwell, un vapore inglese noleggiato dal londinese Paolo Pilotti su incarico di Garibaldi. Pilotti e Carlo Mileti lo coinvolsero nell’impresa ardita del colpo al Monarca, il vascello borbonico a elica ancorato a Castellammare di Stabia. 

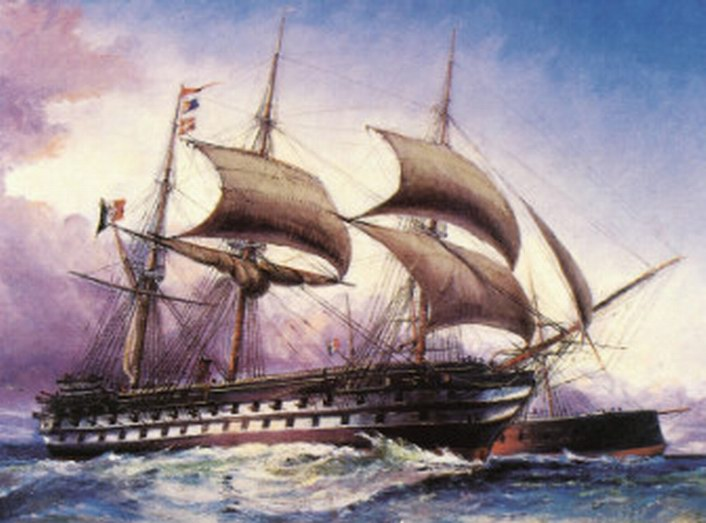
Il Monarca. Carlo Mileti propose un nuovo assalto dopo il fallimento dell'impresa della Tüköry nella notte del 13 agosto 1860

Il 22 agosto, malgrado la contrarietà alla partenza del capitano del vapore e degli agenti inglesi, Settembrini e Pilotti salparono da Genova, con un equipaggio di circa 85 uomini di varia nazionalità, alla volta di Napoli. Tuttavia, l’impresa ebbe un esito infausto. I due capitani furono denunciati alle autorità per il ratto della nave, essendo questa di nazionalità britannica.. Settembrini e Pilotti, su ordine dell’ammiraglio George Rodney Mundy, furono detenuti per oltre un mese in custodia cautelare a Malta, ma nell’ottobre dello stesso anno vennero assolti dalle incriminazioni di carattere penale.. Sino a fine 1861 Settembrini dovette anche difendersi dall’accusa di danni e furti causati da alcuni suoi uomini durante la sosta dell’Orwell nell’isola di Montecristo; a protestare duramente per mezzo di politici inglesi di fiducia fu il proprietario dell’isola, George Watson Taylor, un ricco signore inglese, in quel periodo implicato in una causa giudiziaria con alcune guardie di presidio dell’isola. La vicenda del saccheggio si riverberò nella carriera del capitano napoletano nell’anno successivo; a febbraio 1861 confidò al padre il suo rammarico per l’impossibilità di partecipare con la Regia Marina all’assedio della fortezza di Gaeta dov’era rifugiato re Francesco II con il suo entourage; a settembre il Ministro della Marina Luigi Federico Menabrea osteggiò la sua nomina a tenente di vascello nonostante il brillante esito del concorso del 15 giugno scorso.

### Regia Marina Italiana
A novembre del 1861, Raffaele Settembrini dopo aver chiarito la sua neutralità nella vicenda di Montecristo, si arruolò nella Regia Marina Italiana dove intraprese una brillante carriera e si distinse con il suo operato in varie missioni navali. Nel 1864 fu ufficiale del Re Galantuomo.
Il 20 luglio 1866 partecipò alla Terza guerra d’indipendenza. Nella sfortunata battaglia di Lissa, combatté a bordo della corazzata Castelfidardo al servizio del capitano di vascello Raffaele Cacace. Ottenne in tale occasione il riconoscimento della medaglia al valor militare. Nel 1876 fu nominato Cavaliere della Corona d’Italia. 
Tra il 1878 e il 1879 si dedicò alla stesura di un dizionario dei termini marinareschi inglese-italiano. L’opera A nautical and technical dictionary of the English and Italian languages, può considerarsi tra le prime pubblicazioni di traduzione del lessico nautico inglese-italiano.
Nel 1880 al comando della Regia corvetta Scilla si recò in Brasile dove stazionò quattro anni. 
Dal suo rientro in patria sino al novembre del 1885 fu capitano dell’Amerigo Vespucci. 
Dal 11 gennaio 1888 sino al 29 novembre dello stesso anno ricoprì la carica di Capo di Stato Maggiore del 1° Dipartimento Marittimo della Marina.
Raffaele Settembrini a causa di problemi di salute fu collocato a riposo negli ultimi anni della sua vita. 
Si spense a Napoli per arresto cardiaco il 15 aprile 1904.

## Opere
- A nautical and technical dictionary of the English and Italian languages - Dizionario tecnico marinaresco Inglese-Italiano e Italiano-Inglese, Napoli, A. Morano, 1879.